# Cyperus papyrus
Pour les articles homonymes, voir Papyrus.
Ne pas confondre avec le Cyperus alternifolius, commercialisé abusivement sous le nom de papyrus.
Espèce
Classification phylogénétique
Statut de conservation UICN

 LC  : Préoccupation mineure
Le papyrus (Cyperus papyrus L.), aussi appelé souchet à papier, souchet papyrus ou souchet du Nil, est une plante de la famille des Cyperaceaes répandue dans les zones humides de la majeure partie de l'Afrique.
Cette plante des marais peut atteindre trois à cinq mètres de haut. Elle est constituée d'une tige de section triangulaire supportant à son sommet des rayons disposés en étoile, qui constituent l'ombelle. De couleur vert jade, les rayons sont longs, fins et persistants. Certaines ombelles sont fertiles et portent des épillets bruns qui assurent la reproduction sexuée. Les autres sont stériles et contribuent à la photosynthèse qui assure la croissance.
Le papyrus était présent autrefois en Égypte antique sur les rives du Nil et ses annexes, bien qu'il y soit aujourd'hui devenu très rare à l'état sauvage. Il était largement récolté dans l'Égypte antique et cultivé, notamment dans le delta et au Fayoum. Il était utilisé comme matière première pour fabriquer une forme de papier également dénommé papyrus en latin et en français. Le plus ancien témoignage de ce papier de papyrus est un fragment de rouleau trouvé dans une tombe de la Ire dynastie, environ 2900 av. J.-C., soit presque trois millénaires avant le premier papier chinois, fait de fibres végétales mais selon une procédure différente. Pendant près de 4000 ans, il a été le support d'écriture le plus important de l'Antiquité (Égypte, Grèce, Rome, Empire byzantin) jusqu’aux anciens actes des rois mérovingiens (Ve – VIIIe siècles) en France et les dernières bulles papales sur papyrus du XIe siècle.
Dans l’Égypte antique, outre son importance symbolique et artistique, il avait aussi de multiples usages dans la vie quotidienne : avec les tiges séchées étaient fabriquées des barques, avec les fibres de l’écorce des tiges étaient fabriqués des paniers, des corbeilles, des sandales, ses cendres servaient comme matière médicale et les racines et les pousses étaient consommées.

## Nomenclature et étymologie
L’espèce a été décrite et nommée Cyperus papyrus par Linné dans Species Plantarum 1 : 47 en 1753.
Le nom de genre Cyperus est un emprunt au grec ancien κύπερος / kúperos désignant le Souchet rond Cyperus rotundus L. et le Souchet comestible (Cyperus esculentus L.), Varron, R.R. 2, 16, Pline, 21, 115 etc.
L’épithète spécifique papyrus est un mot latin, emprunté au grec ancien πάπυρος / pápuros. Le botaniste et naturaliste grec Théophraste (-371 ; -288) fut le premier a en donner une description et ses usages (Recherche sur les plantes, IV, 8.3). Au Ier siècle, l’encyclopédiste romain, Pline, reprendra les descriptions et les complètera dans son Histoire naturelle, livre XIII, 71, 74-83 etc.
On a pu penser que ce mot grec πάπυρος (papyros) dérivait du terme égyptien per-peraâ, signifiant « fleur du roi ». Néanmoins, aucun texte antique contenant ce mot n'a jamais été retrouvé. En égyptien ancien, on désignait le papyrus par les mots wadj [w3ḏ], tjufy [ṯwfy], et djet [ḏt].
Le mot français papier est issu à la fin du XIIe-début du XIVe siècle du latin populaire papilus, altération du latin classique papyrus.

## Description

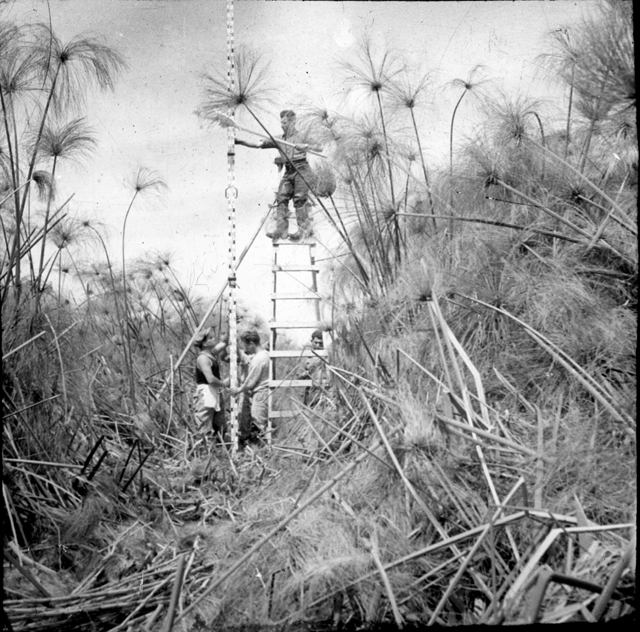
Mesure de papyrus, vallée de la Houla, Israël.

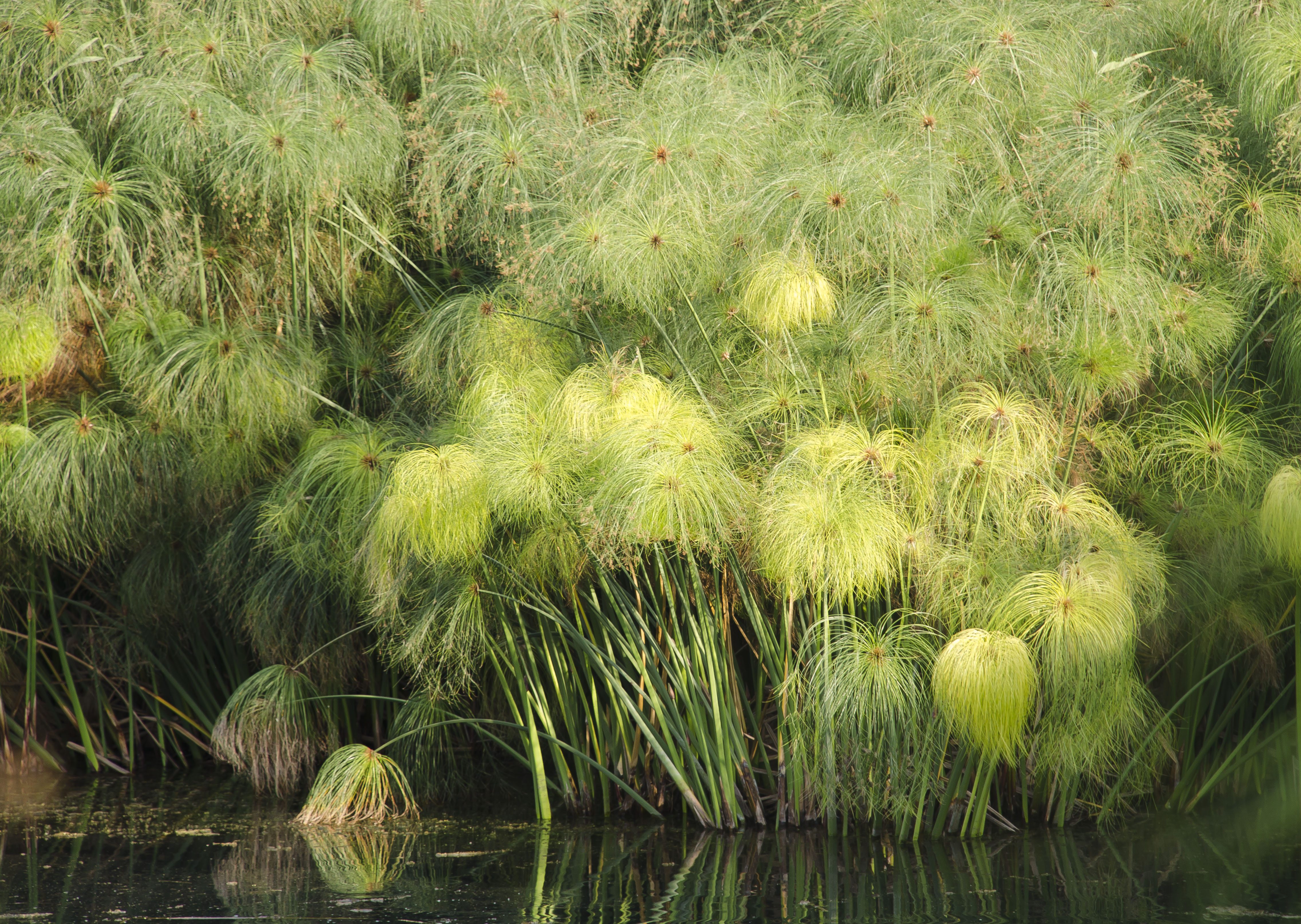
Un massif sur le fleuve Ciane, Sicile.

Le papyrus est une grande plante herbacée principalement hélophyte qui forme de larges touffes ou de vastes peuplements denses. Elle mesure de 3 à 5 mètres de hauteur (maximum de 9 mètres). C’est une plante rhizomateuse, vivace.
Les tiges ou chaumes, de section triangulaire, sont faites d’une moelle tendre et blanche, recouverte d’une fine écorce verte et lisse. En conditions naturelles elles sont habituellement épaisses de 5 ou 6 cm vers la base (jusqu'à 15 cm) et s'affinent en hauteur. Elles élèvent chacune à leurs sommets une délicate ombelle qui ne s’ouvre jamais complètement avant que la tige n’ait atteint sa taille maximale. Cette ombelle atteint un diamètre de 30 à 60 cm jusqu'à près d'un mètre et comporte 50 à 150 longs rayons fins, portant des épis d’épillets bruns. À terme elle ploie sous son propre poids et retombe souplement tout autour de la tige. Les rayons sont encadrés à leur base de quelques bractées triangulaires de 10 à 15 cm de longueur,.
De véritables feuilles, brunes et lancéolées, accompagnent la naissance des jeunes tiges au sol, mais elles meurent rapidement en l’absence de lumière atteignant la base des peuplements matures (voir la photo ci-dessous de la base d’une touffe). En l’absence de feuilles fonctionnelles, la photosynthèse se produit grâce aux rayons de ses ombelles stériles adaptées à cette fin ; seule une partie des tiges porte des ombelles fertiles.
C'est une plante à croissance rapide, très productive grâce à une photosynthèse à fixation du carbone en C4. Elle a deux principaux modes de multiplication. La multiplication végétative notamment est très vigoureuse, grâce à de longs rhizomes souterrains qui font émerger de nouvelles tiges à intervalles réguliers et de manière continuelle. Pour la reproduction sexuée, la pollinisation se fait par le vent tandis que les graines sont emportées par l'eau et par le vent.
Cyperus papyrus se distingue sur le terrain par sa grande hauteur, son chaume sans feuilles et son inflorescence hémisphérique ouverte avec des rayons pendants.

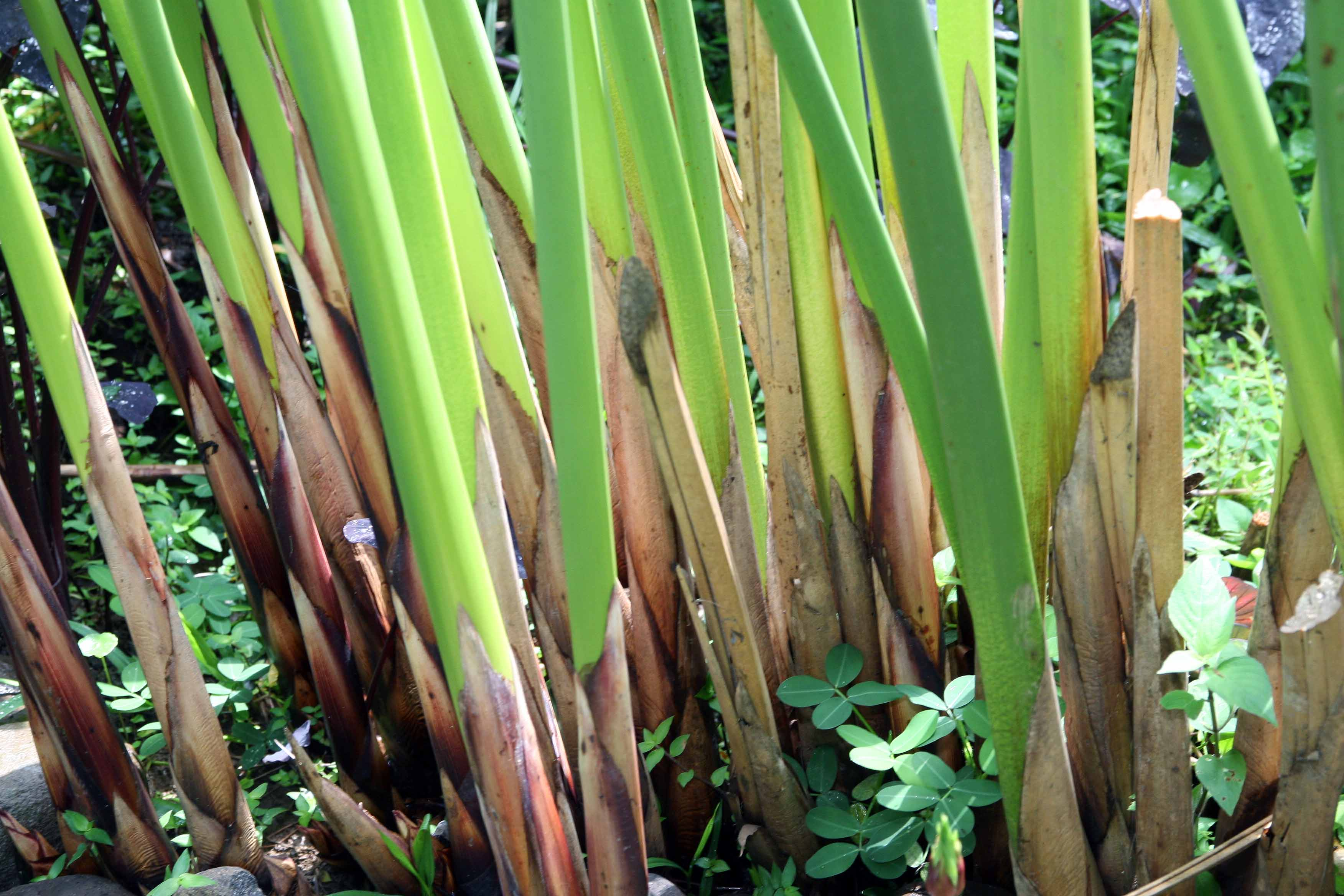
Base d'une touffe de spécimen cultivé avec les anciennes feuilles brunes.
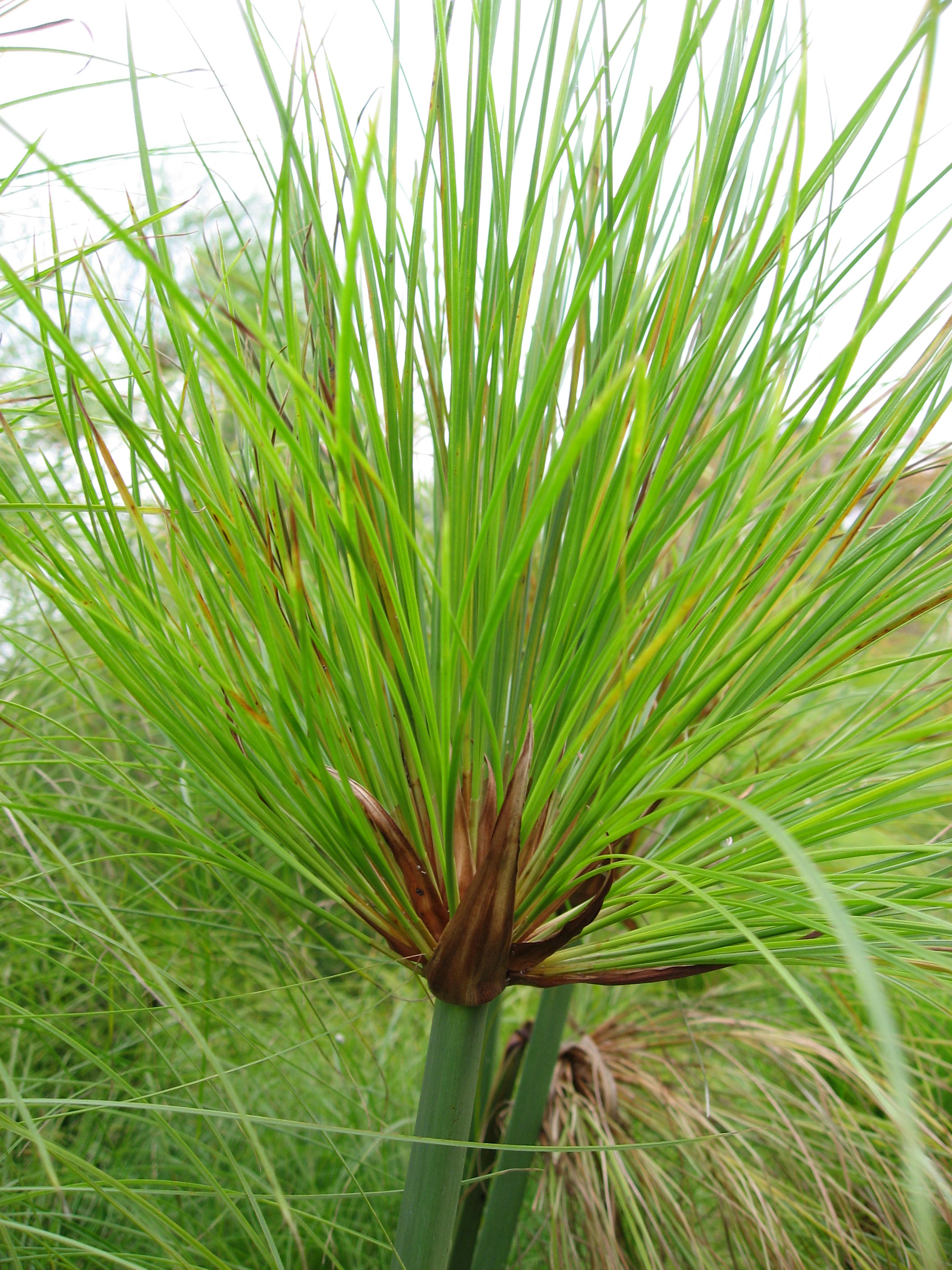
Une ombelle semi-ouverte.
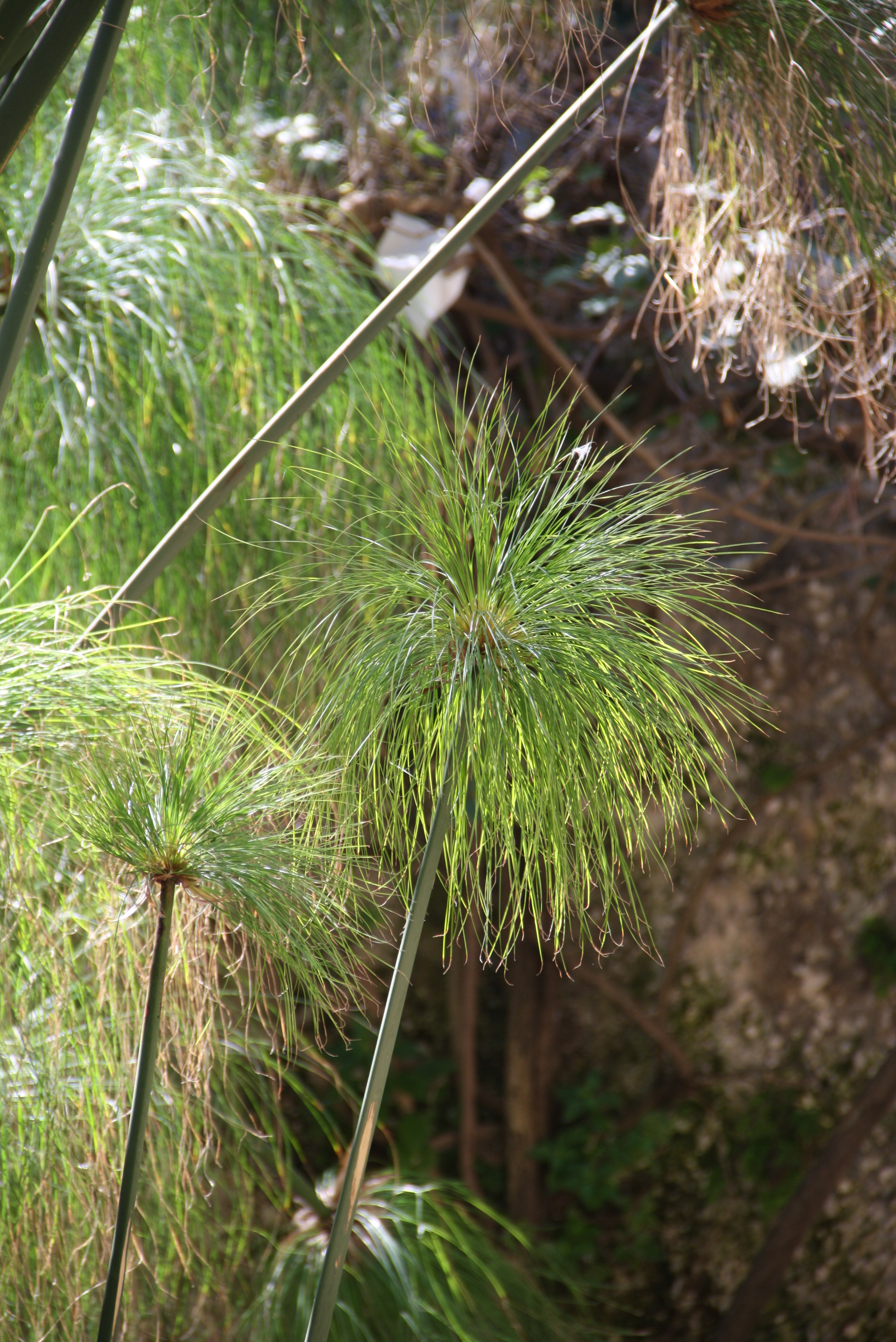
Ombelles stériles épanouies.
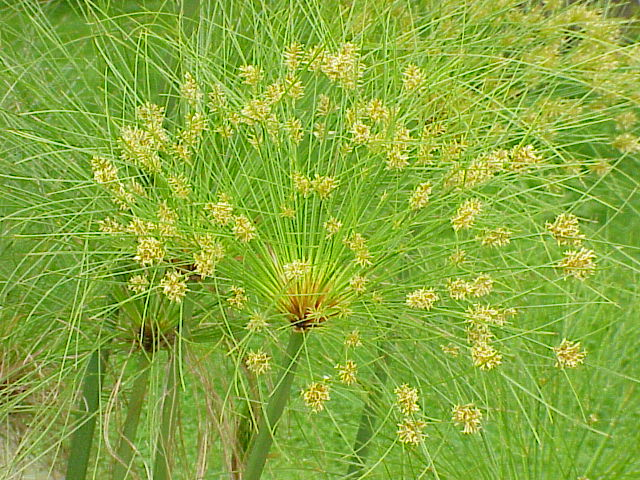
Ombelle avec inflorescences fonctionnelles.
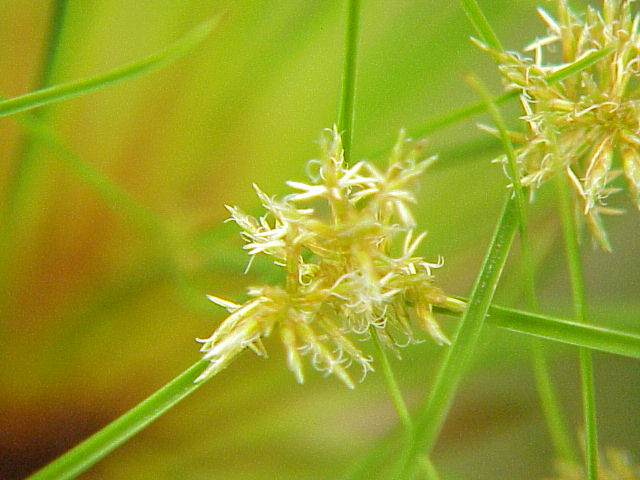
Inflorescence : épi d'épillets.

## Distribution et habitat

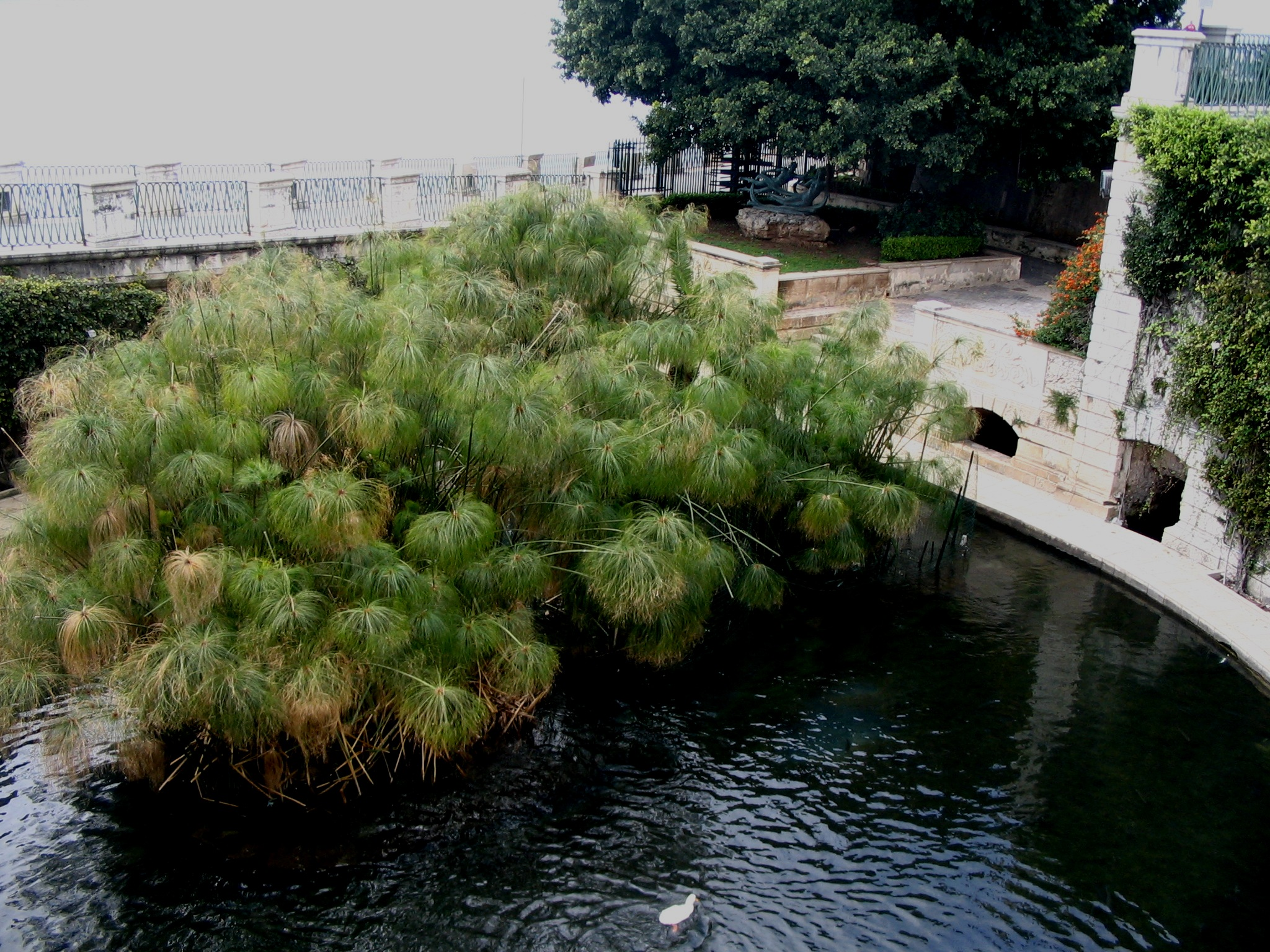
Fontaine Aréthuse, Syracuse

Le papyrus est une plante importante des zones humides d'Afrique tropicale, que ce soit au sein des régions de désert, de savane ou de forêt équatoriale. S'il a complètement disparu d'Égypte à l'état sauvage entre le XVIIIe et le XIXe siècle avant d'y être réintroduit par Gustave Delchevalerie, il abonde encore dans une grande partie de l'Afrique subsaharienne, jusqu'en Afrique du Sud. On peut mentionner sa présence par exemple dans les marais du Sudd où il couvre de très vastes surfaces, ainsi que dans les zones marécageuses du lac Victoria et du lac Kyoga, du lac Tchad, dans le delta de l'Okavango, le bas bassin de l'Ogooué, etc. On le trouve le long de nombreux cours d'eau et leurs annexes, y compris dans l'ensemble du bassin du Congo. Il est aussi présent à Madagascar.
On trouve une population sauvage en Sicile, où il a probablement été introduit au début du Moyen Âge, le long du fleuve Ciane. Une occurrence relictuelle existe aussi dans la vallée de la Houla en Israël, dont l'origine n'est pas connue : il pourrait s'agir d'une introduction par l'homme remontant à l'Antiquité ou de la limite extrême Nord de l'aire naturelle de l'espèce.
L'espèce a été introduite pour l'ornement aux temps modernes dans les régions chaudes du monde, où elle est parfois échappée des jardins, comme dans le Bassin méditerranéen, en Inde, en Australie ou dans le sud des États-Unis.

## Écologie
Le papyrus pousse sur des terrains gorgés d'eau et riches en nutriments, avec un ensoleillement important toute l'année. Le pied est souvent immergé. Il commence généralement à s'installer sur une berge ou un terrain inondable à peine exondé, puis s'étend rapidement. Il peut former un écran épais le long des berges, où seuls des animaux massifs peuvent se frayer un chemin : éléphants, hippopotames, les autres animaux utilisant leurs traces pour passer. Les parties mortes des plantes s'accumulent sur l'eau et forment des radeaux flottants sur lesquels le papyrus vivant peut s'étendre en formant des massifs flottants. De nombreuses touffes flottantes de papyrus peuvent alors se détacher et voyager au gré des courants sur les lacs et les fleuves, leur permettant de coloniser d'autres lieux. Elles continuent de croître et peuvent alors constituer de vastes îles flottantes qui dérivent avec le vent ou le courant, au point de pouvoir obstruer les cours d'eau, même de grande dimension comme le Nil Blanc. Cela a parfois pour effet de provoquer une montée des eaux, ce qui étend les marais favorables à une plus grande expansion du papyrus. Ce processus est à l'origine de la formation et du maintien de lacs, parfois vastes, et de marais, qui couvrent de nombreuses vallées alluviales d'Afrique orientale, centrale et australe.
Par les grandes surfaces de marais qu'il peut couvrir, le papyrus est la base d'un écosystème particulièrement riche et constitutif des zones humides africaines. Un foisonnement d'oiseaux vit dans ce milieu, mais aussi de nombreux poissons. Certaines espèces sont qualifiées d'endémiques du papyrus, comme le gonolek des papyrus, le chloropète aquatique, le serin du Koli, le cisticole de Carruthers ou encore le bec-en-sabot du Nil. Certaines antilopes comme le guib d'eau vivent préférentiellement dans ces marais. Le crocodile du Nil et le python de Seba y abondent souvent.
En Égypte, du fait du contrôle artificiel du Nil par le barrage d'Assouan et du défrichement de la totalité des marais alluviaux pour l'agriculture, la plante a aujourd'hui quasiment disparu du pays, en dehors d'un usage touristique (ornementation).

## Histoire

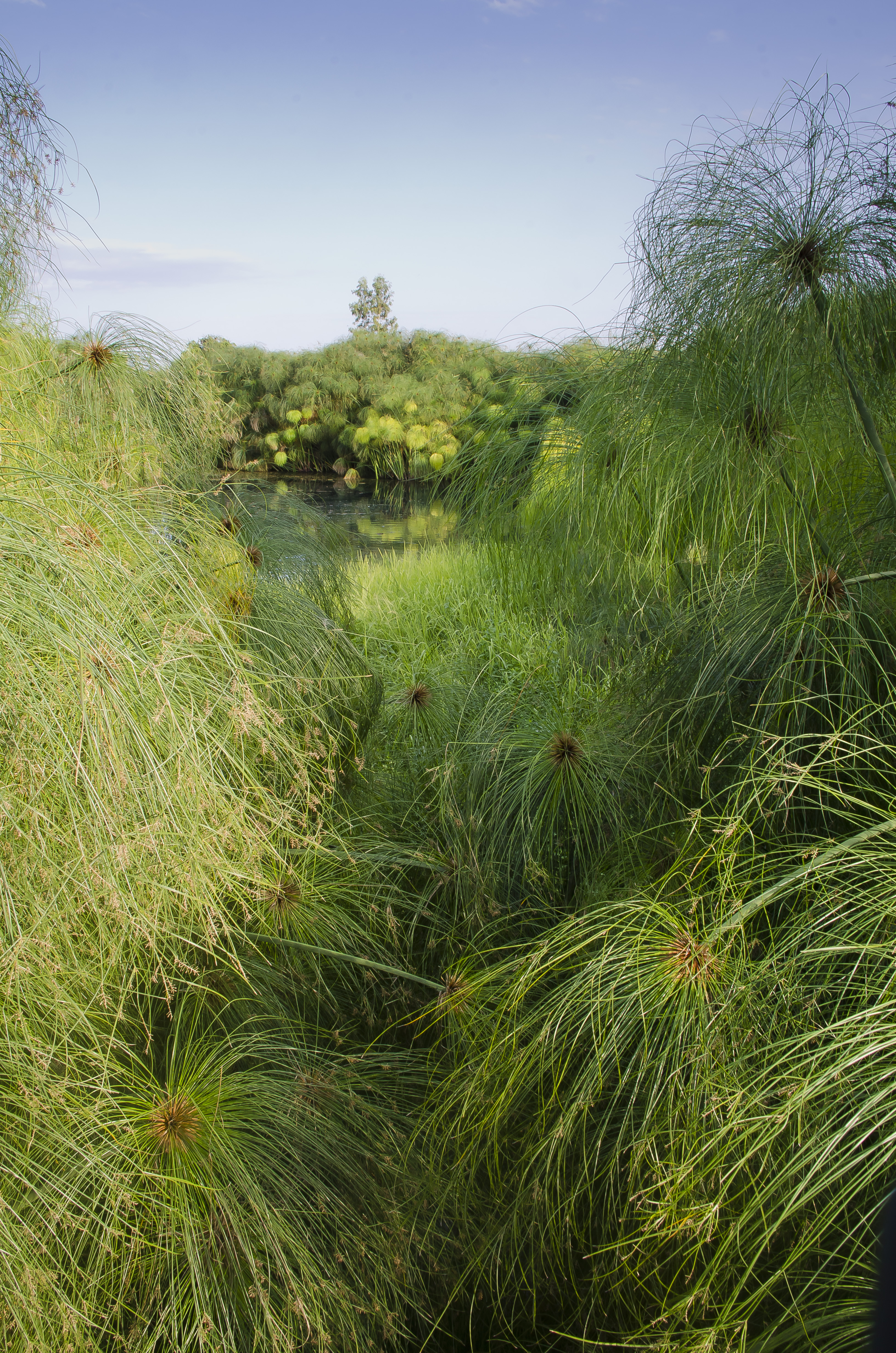
Papyrus, fleuve Ciane, près de Syracuse, Sicile.

### Origine
Cette plante était très présente en Égypte dans l'Antiquité. Elle poussait alors sur les berges et dans les marais alluviaux du Nil — fleuve sacré — et plus particulièrement dans son delta. Elle avait, de ce fait, une fonction religieuse et politique.
L’iconographie de l’époque pharaonique représente la récolte de papyrus (dans les tombes de Néfer et Kahai (Ve dynastie, de −2 500 à −2 350) ou de Puyemrê (XVIIIe dynastie) mais ne nous dit rien de la culture de la plante. Il faut attendre l’époque gréco-romaine pour que les textes nous permettent de localiser deux régions principales de production : le Delta du Nil et le Fayoum,.

### Symbolisme

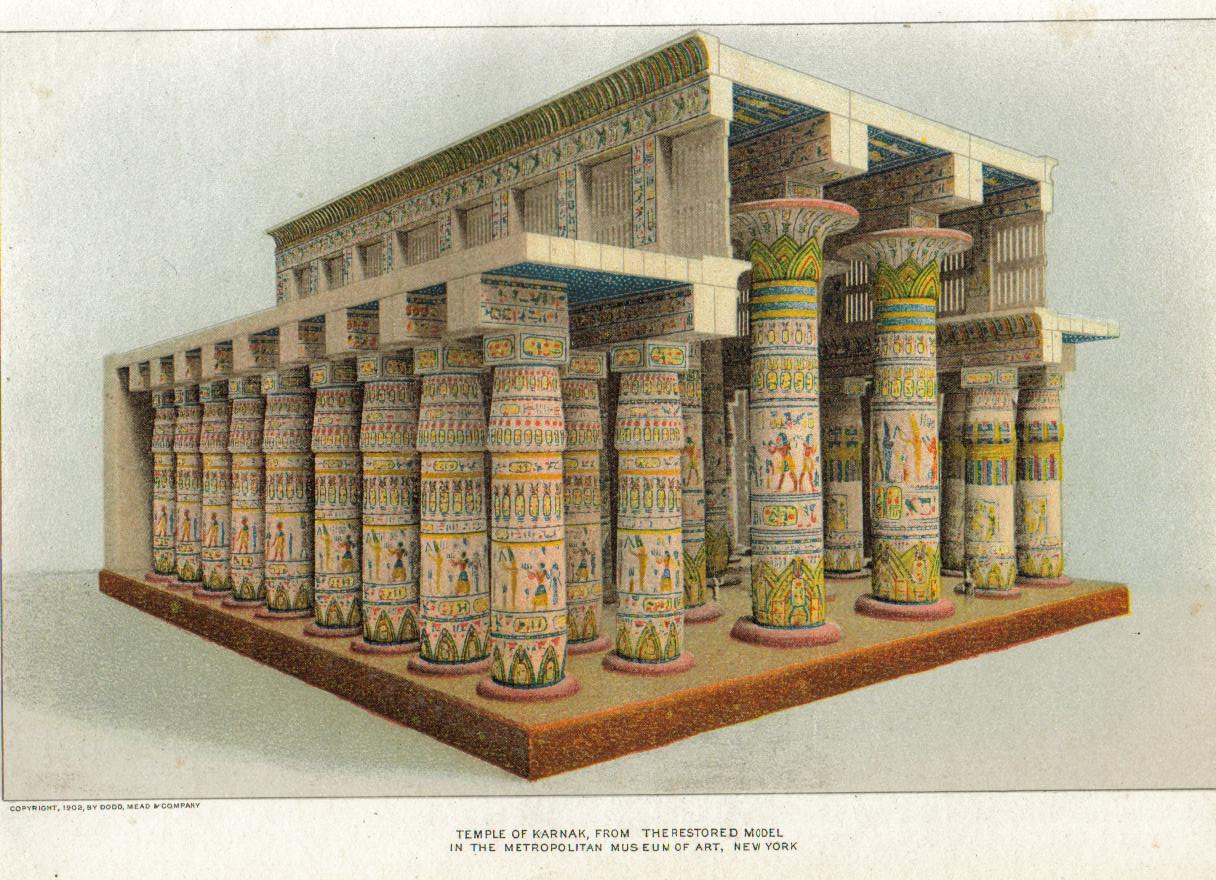
Salle hypostyle de Karnak.

Emblème de la Basse-Égypte, le papyrus était personnifié par la déesse Ouadjet (ouadj : hiéroglyphe du papyrus, signifiant aussi le vert de malachite, la prospérité).
Il symbolisait la renaissance et la régénération du monde, ou encore l'éternité. En effet, la section triangulaire de sa tige rappelait celle des pyramides, tombeau des rois d’Égypte. L'ombelle s'apparentait aux rayons du soleil du dieu Amon-Rê.
Les salles hypostyles des temples du Nouvel Empire représentent le marais primordial, le Noun, d'où le monde a émergé et où les principaux dieux fondateurs de l'Égypte sont apparus. Elles représentent un monde semi-aquatique dominé par une forêt de colonnes en forme de papyrus et de lotus.

### Usages antiques
Les usages antiques du papyrus étaient multiples, à la fois sacrés et communs.
Au IVe siècle av. J.-C., le naturaliste grec Théophraste livre la première description détaillée de la plante et évoque ses nombreux autres usages :

« Le papyrus (papyros) pousse dans une faible hauteur d’eau: deux coudées seulement et parfois moins. Sa racine [=rhizome] est grosse comme le poignet d’un homme vigoureux et longue de plus de six coudées... On utilise les racines en guise de bois non seulement comme combustible, mais aussi pour confectionner toutes sortes d’objets mobiliers, car ce bois est abondant et de belle qualité. Le papyrus proprement dit [=la tige] a une foule d’usages : on en fait des embarcations ; avec le liber on tresse des voiles, des nattes, une sorte de vêtement, des matelas, et d’autres ustensiles. Ce qui frappe le plus les étrangers, ce sont les livres (biblia): mais le papyrus fournit aussi et surtout une contribution très importante à l’alimentation. Dans les campagnes, tout le monde mâche le papyrus cru, bouilli ou grillé ; on avale le jus on rejette les fibres mâchées. »

— (Recherches sur les plantes, IV, 8.3).
La plupart des utilisations mentionnées par Théophraste, sont effectivement attestées par l’archéologie, dès les premières dynasties pharaoniques et la documentation papyrologique nous montre qu’ils se perpétuent aussi à l’époque gréco-romaine.

#### Embarcations

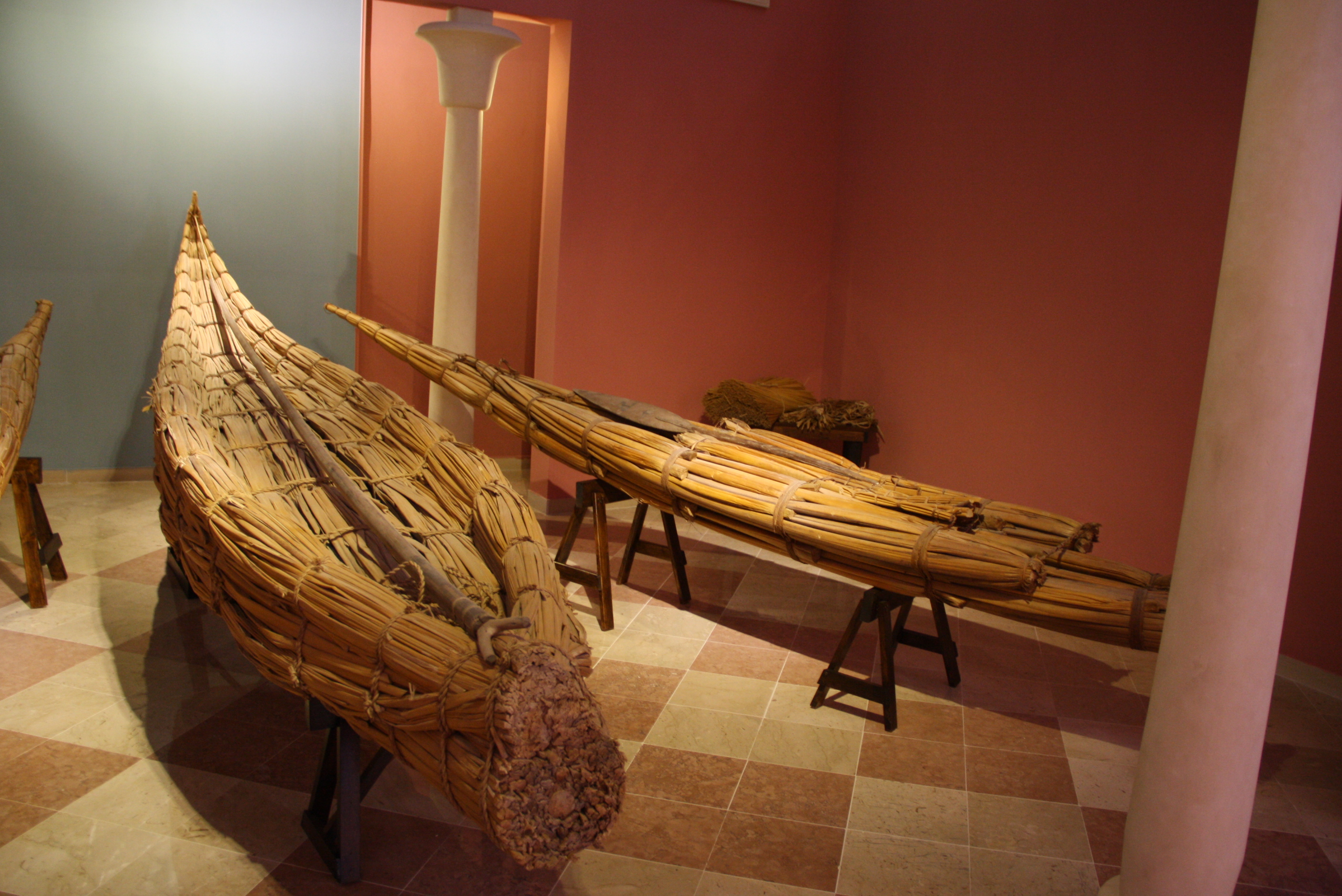
Barques provenant du lac Tchad, au musée du papyrus de Syracuse. Celle de droite est en papyrus, celle de gauche est en roseau.

En Égypte la tige séchée du papyrus était notamment utilisée pour la confection des barques utilisées par toute la population pour se déplacer le long du Nil, pour transporter des denrées, ou encore pour la pêche. Le roseau peut aussi être utilisé aux mêmes fins. Ces barques sont beaucoup représentées dans l'art égyptien. Les embarcations plus grandes en bois imitaient la forme de ces barques en papyrus par leur forme et leur décoration qui évoquaient la plante. Ces barques étaient donc aussi le modèle de la barque solaire et des barques sacrées qui étaient portées en processions avec les statues des dieux lors des cérémonies religieuses et dans les temples. Les voiles pouvaient également être confectionnées à partir de papyrus.
Il se fabrique encore (ou jusqu'à récemment) des pirogues en papyrus dans diverses régions d'Afrique où la plante est toujours présente, comme les tankwas sur le lac Tana là où le Nil Bleu reçoit sa source, en Éthiopie, mais aussi une version appelée kadei sur le lac Tchad, d'autres sur le fleuve Congo, etc.

#### Support d’écriture
La moelle blanche et tendre de la tige, dont l'écorce était retirée au préalable, servaient pour la fabrication du papier des manuscrits. Ce papyrus était le principal support de l'écriture non seulement dans l'Égypte antique, mais aussi par la suite dans tout le Bassin méditerranéen durant l'Antiquité classique gréco-romaine.

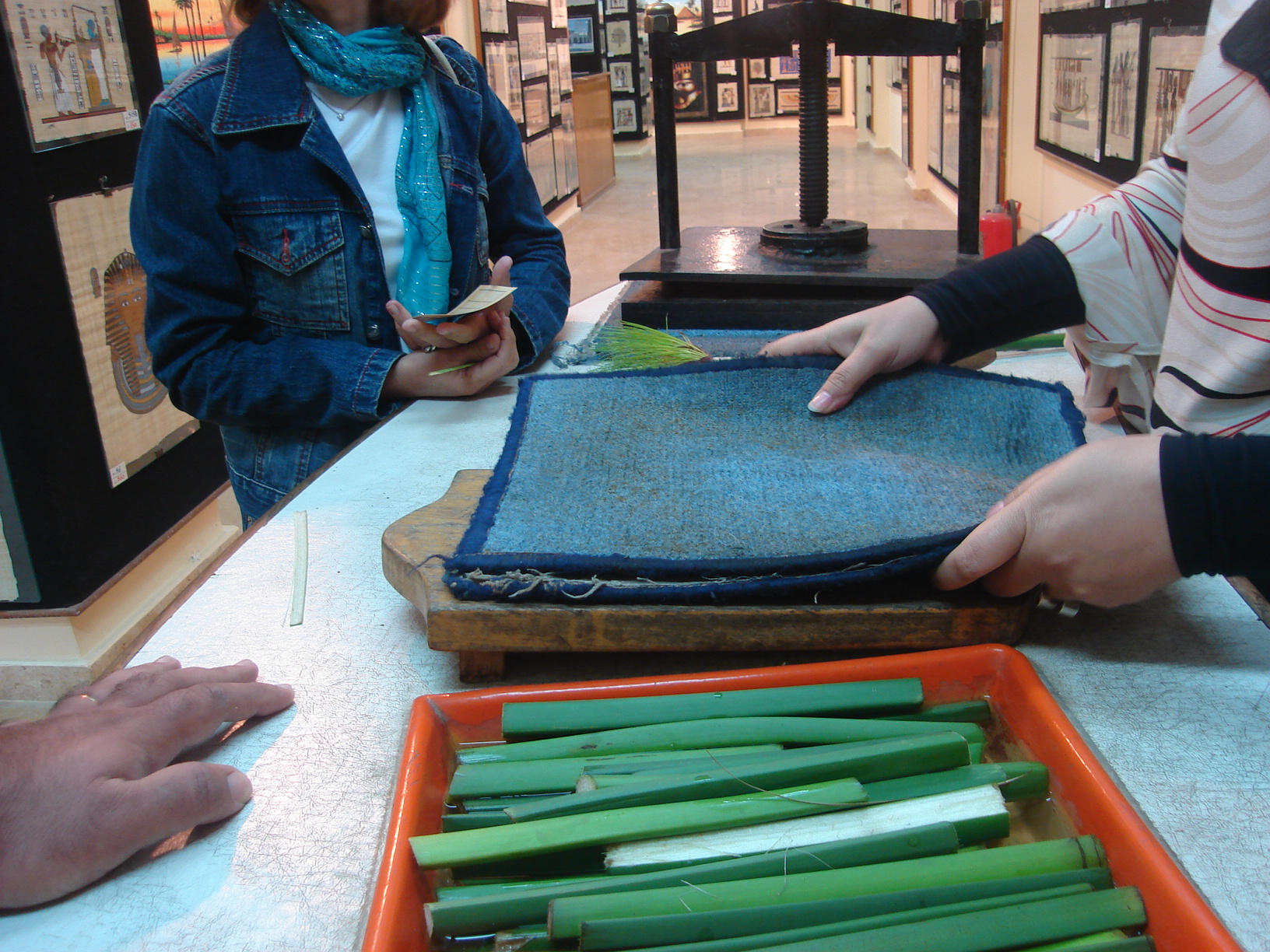
Fabrication moderne du papier à base de papyrus.

À cet effet, la tige était découpée en fines lamelles, puis martelée et roulée pour en retirer l'eau. Les lamelles étaient trempées pendant six jours pour dissoudre les matières solubles (la plante contient naturellement 10 % de sucre et d'amidon). L'eau était renouvelée régulièrement, puis les lamelles disposées verticalement et horizontalement sur un support de peau d'animal. L'amidon et le sucre présent naturellement dans la tige du papyrus servaient de liant entre les fibres, sans nécessiter de recours à une colle externe. Puis l'ensemble était recouvert d'une deuxième peau, compacté par le poids de pierres. Après six autres jours de séchage entre les peaux, la feuille de papyrus était prête à l'emploi. Elle se roulait et se pliait alors sans se casser. Elle servait alors à l'écriture et la peinture avec des pigments naturels.
À l'époque contemporaine, le papier de papyrus est souvent copié avec des feuilles issues de la canne à sucre ou du bananier.

#### Vannerie
D'autre part, les fibres de l'écorce de la tige étaient employées pour fabriquer des objets plus communs, tels que les nattes, les pagnes, les sandales, les paniers, les corbeilles et les cordes.
L’historien grec Hérodote évoque les prêtres égyptiens simplement vêtus de tuniques de lin et chaussés de sandales de papyrus (II, 37). Les paires de sandales en papyrus les plus célèbres sont sans doute celles qui ont été retrouvées dans le tombeau de Toutânkhamon.

#### Consommation humaine
Les racines et les pousses sont comestibles, comme celles d'autres souchets, et elles étaient fréquemment consommées à la campagne (selon Théophraste).
De nos jours les populations qui disposent localement de papyrus consomment toujours la partie inférieure de la tige, tandis que la moelle est mastiquée comme la canne à sucre,.

#### Matière médicale
L’utilisation du papyrus apparaît vers 1500 av. J.-C., dans le Papyrus Ebers, un traité médical égyptien. Le médecin grec Hippocrate indique qu’il entre dans une recette de cataplasme oculaire (Maladies des femmes, I, 105). Puis le médecin botaniste grec Dioscoride donne une notice sur le papyrus qui servira de base aux traditions médiévales (MM, I, 86)

« Le papyrus est connu de tous pour être la plante à partir de laquelle on prépare le papier ; mais il est aussi utile en médecine pour l’ouverture des fistules. Après l’avoir humidifié, on l’enroule dans du lin jusqu’à ce qu’il sèche. Comprimé et inséré dans la fistule, il se remplit d’humidité et, en gonflant, dilate les fistules... Le papyrus réduit en cendres par le feu est capable d’arrêter les ulcères dans la bouche et à tout endroit, mais le papier (de papyrus) brûlé produit un meilleur résultat. »

— (MM, I, 86, traduction dans Fournet).
Galien (IIe siècle) qui séjourna à Alexandrie, reprend et complète Dioscoride.
Le papyrus était apprécié pour ses propriétés cicatrisantes, dues à la forte concentration en minéraux naturellement présents dans la plante.

## Culture
Il n'est pas rare qu'il soit cultivé pour son attrait ornemental dans les jardins. Dans les pays tempérées on le place plutôt en serre ou en véranda, car il craint les très basses températures. Mais il est transplanté en extérieur à la belle saison dans les jardins publics. Des cultivars de petite taille ont été sélectionnés.
Cyperus papyrus ne peut pas se bouturer contrairement à Cyperus alternifolius (Cyperus à feuilles alternes ou faux papyrus), qui est souvent commercialisé sous le nom abusif de « papyrus ». Cyperus alternifolius quant à lui peut être multiplié par bouturage : une tige plongée tête en bas dans l'eau produit des racines puis de nouvelles tiges vers le haut. Mais Cyperus papyrus peut être multiplié à partir d’un morceau de rhizome sectionné.

## Galerie

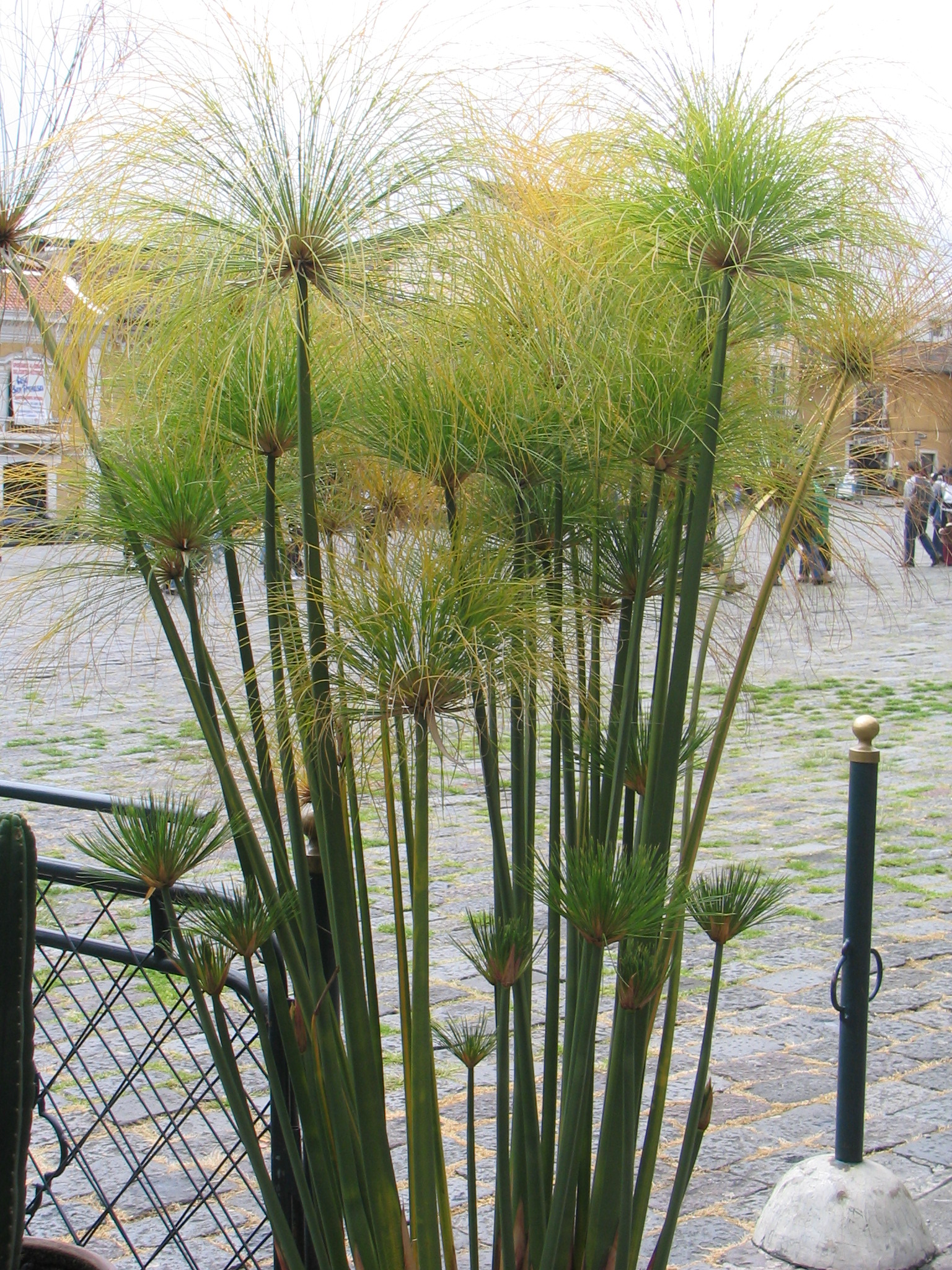
Une touffe plantée en ornement (Équateur).
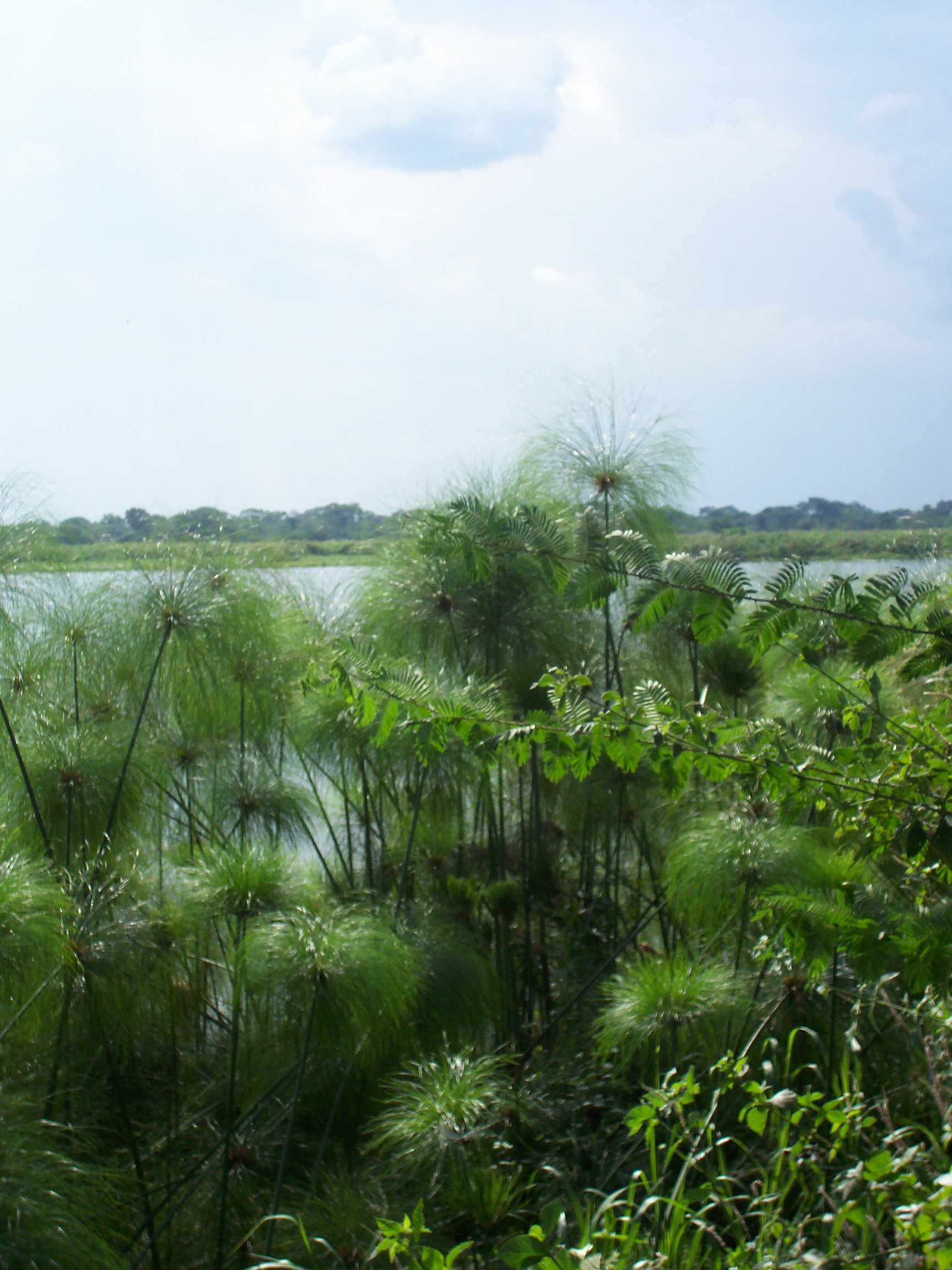
Au bord du Nil en Ouganda.
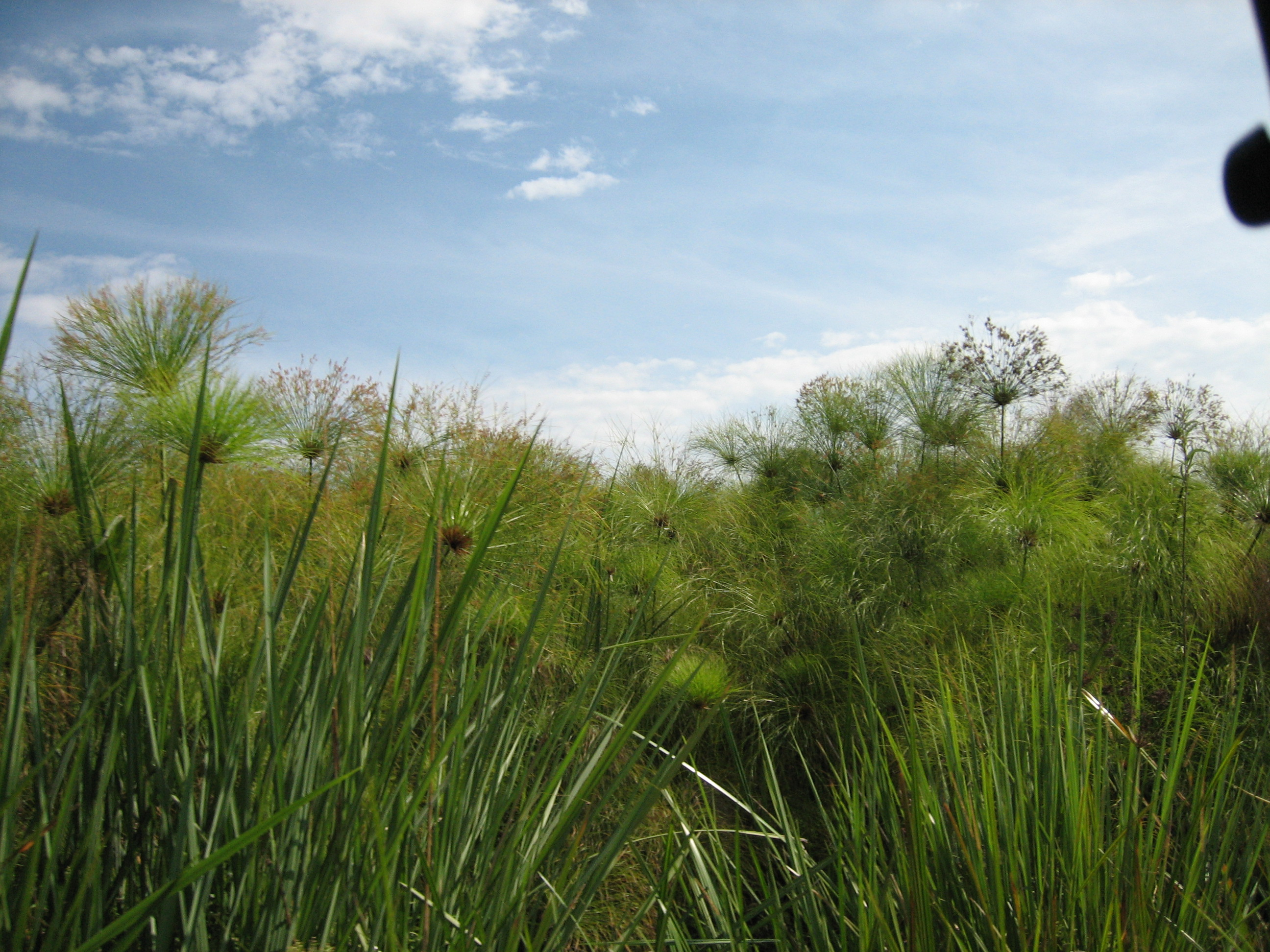
Dans un marais en Ouganda.
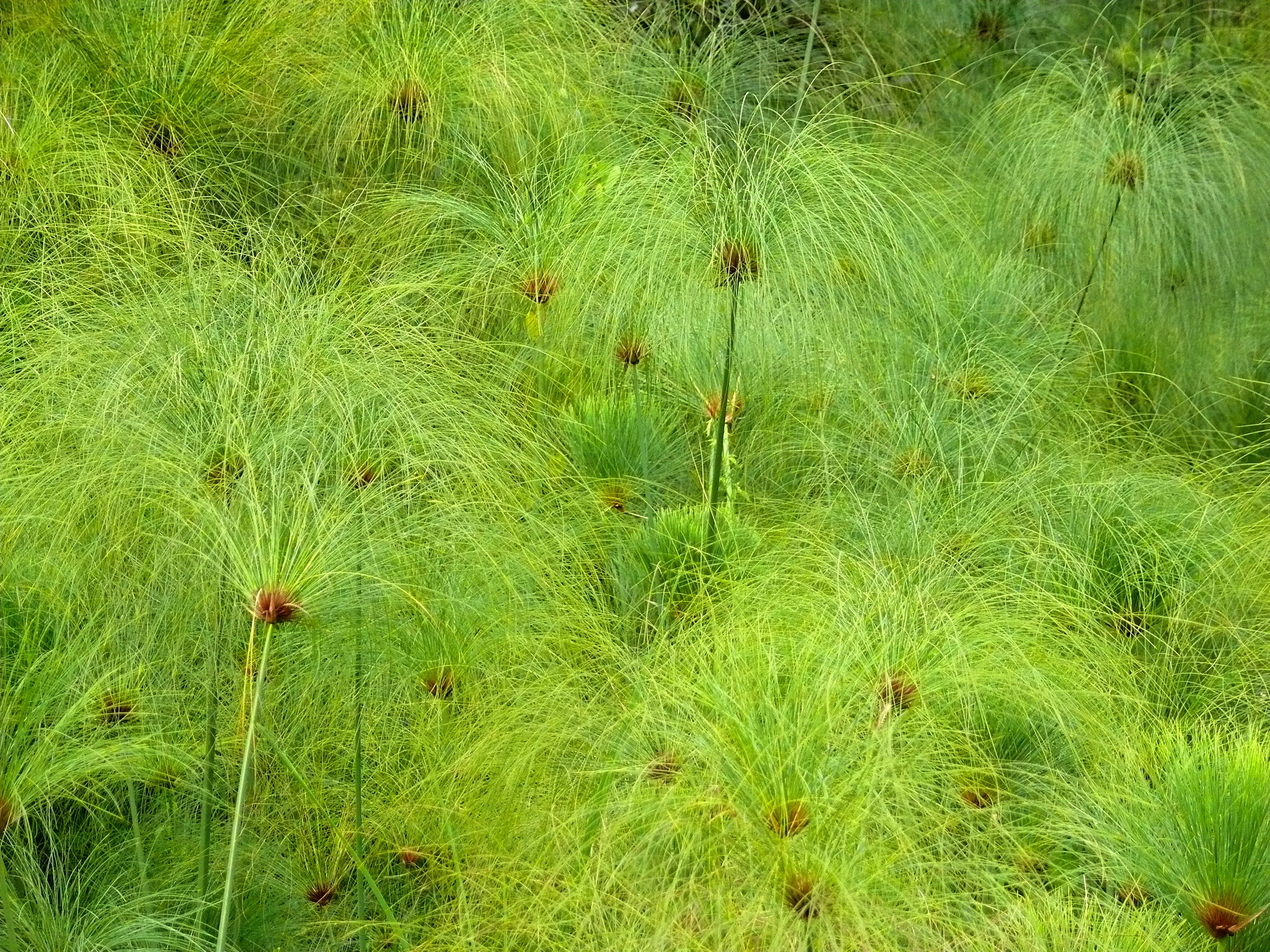
Canal de Kazinga, Ouganda.